# 穴場ハンター
穴場ハンター（あなばハンター）は、北海道内のNHK総合テレビジョンで金曜日（不定期）の夜に放送されていた地域情報番組。キャッチコピーは『リアルツッコミ型双方向バラエティ』。
この項では本番組の前身である『さっぽろ穴場ハンター』『ほっかいどう穴場ハンター』についても述べる。

## 概要
Twitter・番組PCサイト・携帯サイトで視聴者から寄せられた情報を頼りに、まだまだ知られていない面白い穴場スポットを探す北海道ローカルのバラエティ番組である。
2018年1月に放送終了。後継番組は「知っとく北海道」(2020年3月終了）。

## 特徴
- ロケの過程はすべて公開されており、リアルタイムで募集した情報がロケの内容に反映されていく。
- スタジオ・ホールからの生放送にロケのVTRを挿入しながら番組が進められていくが、この生放送中にも投稿を受け付け、その一部は番組内で紹介される。
- 出演者である藤岡とアナウンサーが別個に取材を行い、生放送中の視聴者投票（デジタル放送の双方向機能を使用）で勝利した方のVTRのみが放送されるパートがある[2]
- 2013年度末までは月曜深夜の放送であったが、2014年度以降は「北海道中ひざくりげ」と組み合わせる形で放送。（2014-16年度は「北海道スペシャル」枠、2017年度は「北海道LOVEテレビ」枠で放送。）

## 出演者
- 藤岡みなみ ： 2010年9月 - 2017年10月
- 猪飼雄一 ： 2016年4月 - 2018年1月

### 過去
- 伊藤雄彦 ： 2010年9月 - 10月
- 三好正人 ： 2011年5月 - 2013年3月
- 高市佳明 ： 2013年4月 - 2016年1月

## 前身
1. さっぽろ穴場ハンター（2010年9月 - 10月）
2. ほっかいどう穴場ハンター（2011年5月 - 2012年3月）
  - キャッチコピーは『みんなの情報とアイデアをもとに走り回る！行ってきましたみんなの穴場！』

## 放送リスト
公式HP内「過去の穴場」より。

### さっぽろ穴場ハンター

#### 2010年度
- 9月10日
- 9月23日
- 10月1日

### ほっかいどう穴場ハンター

#### 2011年度
- 5月13日 「小樽っぽくない穴場を探せ！」
- 6月3日 「函館の知らせざるデートスポットを探せ！」
- 7月1日 「室蘭のローカル線に乗って、各駅の穴場を探せ！」
- 8月20日 「稚内を目指して北上しながら、できるだけ多くの穴場を探せ！（涼しい穴場希望☆）
- 9月30日 「美女、もしくはイケメンに会える札幌の穴場を探せ！」
- 11月11日 「釧路紅白穴場合戦」（紅組：藤岡みなみ"赤"がすてきな釧路の穴場を探せ！　白組：三好正人："白"がすてきな釧路の穴場を探せ！）
- 12月2日 「親子で楽しめる帯広の穴場を探せ！」
- 1月8日 「スカイツリーにまつわる東京浅草・墨田界隈の穴場を探せ！」
- 1月20日 「旭川で寒ければ寒いほど楽しい穴場を探せ！」
- 2月3日 「千歳でぶっ飛んだ穴場を探せ」

### 穴場ハンター

#### 2012年度
- 3月2日 「網走・オホーツク海沿岸でファンタスティックな穴場を探せ！」
- 4月7日　＜北海道vs.沖縄[4] 前半戦[5]＞『寒さに慣れていない沖縄の人でも楽しめる穴場を探せ！」
「暑さに慣れていない北海道の人でも楽しめる穴場を探せ！」
- 4月14日　＜北海道vs.沖縄 後半戦[6]＞『寒さに慣れていない沖縄の人でも楽しめる穴場を探せ！」
「暑さに慣れていない北海道の人でも楽しめる穴場を探せ！」
- 5月12日 「穴場ハンターMC対決！二手に分かれて日高地方の7町村で穴場を探せ！」
- 7月14日 「「新説！函館とは○○の街」視聴者からの無茶ぶりをMCが検証！」
- 9月15日 「北見でわらしべ長者・MC物々交換対決！」
- 10月6日 「苫小牧で三好アナをもっと○○な男にしたい！」
- 11月3日 「積丹半島で旅行プラン対決」
- 1月26日 「札幌で、これぞ道産子を探せ！」
- 3月2日 「総集編 名場面一挙公開」

#### 2013年度
- 4月8日 「旭川で懐かしい穴場を探せ！」
- 5月20日 「帯広で強い男、強い女を探し出せ！」
- 7月1日 「富良野・美瑛で絵になる穴場を探せ！」
- 9月16日 「利尻島でご当地アイドルを探し出せ！」
- 9月30日 「苫小牧で場違いな穴場を探せ！」
- 10月21日 「小樽で記憶に残る穴場を探せ！」
- 12月2日 「釧路エリアでハンター対決」（高市：「釧路で単調な穴場を探せ！」 藤岡：「阿寒でアカン穴場を探せ！」）
- 1月20日 「函館エリアでまつりな穴場を探せ！」
- 2月3日 「岩見沢で鬼のような穴場を探せ！」
- 3月3日 「羊蹄山エリアで冬だけどホットな穴場を探せ！」
- 3月14日 「札幌ススキノで知られざる穴場を探せ！」

#### 2014年度
- 4月11日 「網走で穴場を探せ！」
- 6月6日 「十勝で穴場を探せ！」
- 9月19日 「函館エリアで穴場を探せ！」
- 10月24日 「室蘭エリアで穴場を探せ！」
- 11月14日 「弟子屈・阿寒エリアで穴場を探せ！」
- 1月23日 「下川町・名寄市エリアで穴場を探せ！」

#### 2015年度
- 4月3日 「岩見沢エリアで穴場を探せ！」
- 6月5日 「知床半島・羅臼町で穴場を探せ！」
- 7月10日 「清里町で穴場を探せ！」
- 9月11日 「えりも町で穴場を探せ！」
- 11月6日 「新得町で穴場を探せ！」
- 12月4日 「道南・江差町で穴場を探せ！」
- 1月29日 「とことん！上川・東川町で穴場を探せ！」

#### 2016年度
- 4月15日 「増毛町で穴場を探せ！」
- 6月3日 「とことん！積丹半島・神恵内村で穴場を探せ！」
- 8月26日 「道南・七飯町で穴場を探せ！」
- 9月23日 「道東・中標津町で穴場を探せ！」
- 11月4日 「十勝・上士幌町で穴場を探せ！」
- 12月9日 「オホーツク・美幌町で穴場を探せ！」
- 2月24日 「胆振・豊浦町で穴場を探せ！」

#### 2017年度
- 4月8日 「今日はとことん！小樽市で穴場を探せ！」
- 5月6日 「きょうはとことん！松前町で穴場を探せ！」
- 6月3日 「きょうはとことん！長沼町で穴場を探せ！」
- 6月24日 「旅ガイドスペシャル～オホーツク編～」（総集編）
- 7月1日 「きょうはとことん！東川町で穴場を探せ！」
- 8月5日 「きょうはとことん！恵庭市で穴場を探せ！」
- 9月2日 「旅ガイドスペシャル～十勝編～」
- 10月7日 「きょうはとことん！芽室町で穴場を探せ！」
- 11月4日 「きょうはとことん！安平町で穴場を探せ！」
- 1月13日 「きょうはとことん！北見市留辺蘂で穴場を探せ！」